# Zambian Airways
A Zambian Airways era uma companhia aérea da Zâmbia, encerrada em Janeiro de 2009.